# Скот Хигинботам
Скот Хигинботам (енгл. Scott Higginbotham; 5. септембар 1986) професионални је аустралијски рагбиста, који тренутно игра за Грин Рокетсе у јапанској топ лиги. Рођен је у Перту, мајка му је фиџијанка, па је могао да бира да ли хоће да игра за Фиџи или за Аустралију, изабрао је Аустралију. Дебитовао је за "валабисе" против Француске 2010. 20. октобра 2012. зарадио је суспензију због тога што је ударио Ричија Макоа. Хигинботам је препознатљив по свом агресивном стилу играња, бруталним обарањима и одличном скакању у ауту. Са редсима је освојио 2011. супер рагби.